# Grand Prix Hassan II 2013 - Qualificazioni singolare
Le qualificazioni del singolare  del Grand Prix Hassan II 2013 sono state un torneo di tennis preliminare per accedere alla fase finale della manifestazione. I vincitori dell'ultimo turno sono entrati di diritto nel tabellone principale. In caso di ritiro di uno o più giocatori aventi diritto a questi sono subentrati i lucky loser, ossia i giocatori che hanno perso nell'ultimo turno ma che avevano una classifica più alta rispetto agli altri partecipanti che avevano comunque perso nel turno finale.

## Teste di serie
1. Filippo Volandri (qualificato)
2. Marc Gicquel (qualificato)
3. Björn Phau (ultimo turno)
4. Florent Serra (ultimo turno)

1. Sergio Gutiérrez-Ferrol (primo turno)
2. Gianluca Naso (secondo turno)
3. Potito Starace (primo turno)
4. Matwé Middelkoop (primo turno, ritirato)

### Qualificati
1. Filippo Volandri
2. Marc Gicquel

1. Henri Laaksonen
2. Pablo Carreño Busta

## Tabellone qualificazioni

### Legenda
| - Q = Qualificato - WC = Wild card - LL = Lucky loser | - ALT = Alternate - SE = Special Exempt - PR = Protected Ranking | - w/o = Walkover - r = Ritirato - d = Squalificato |

### Sezione 1
|  | Primo turno             | Primo turno             | Primo turno             | Primo turno             | Primo turno |  |  | Secondo turno    | Secondo turno           | Secondo turno           | Secondo turno  | Secondo turno |   |   | Ultimo turno | Ultimo turno     | Ultimo turno | Ultimo turno | Ultimo turno |  |
|  |                         |                         |                         |                         |             |  |  |                  |                         |                         |                |               |   |   |              |                  |              |              |              |  |
|  | 1                       | Filippo Volandri        | Filippo Volandri        | 6                       | 6           |  |  |                  |                         |                         |                |               |   |   |              |                  |              |              |              |  |
|  | WC                      | Omar El Hizaz           | Omar El Hizaz           | 1                       | 0           |  |  | 1                | Filippo Volandri        | Filippo Volandri        | 6              | 6             |   |   |              |                  |              |              |              |  |
|  | Alexander Peya          | Alexander Peya          | Alexander Peya          | Alexander Peya          |             |  |  |                  | Roberto Carballes-Baena | Roberto Carballes-Baena | 1              | 3             |   |   |              |                  |              |              |              |  |
|  | Roberto Carballes-Baena | Roberto Carballes-Baena | Roberto Carballes-Baena | Roberto Carballes-Baena | w/o         |  |  |                  |                         |                         |                |               |   |   | 1            | Filippo Volandri | 3            | 6            | 6            |  |
|  | WC                      | Soufiane Sahli          | Soufiane Sahli          | 3                       | 2           |  |  |                  |                         |                         | Philipp Oswald | 6             | 2 | 3 |              |                  |              |              |              |  |
|  |                         | Philipp Oswald          | Philipp Oswald          | 6                       | 6           |  |  | Philipp Oswald   | Philipp Oswald          | Philipp Oswald          | 6              | 6             |   |   |              |                  |              |              |              |  |
|  |                         | Yassine Idmbarek        | 6                       | 62                      | 7           |  |  | Yassine Idmbarek | Yassine Idmbarek        | Yassine Idmbarek        | 3              | 3             |   |   |              |                  |              |              |              |  |
|  | 5                       | Sergio Gutiérrez-Ferrol | 3                       | 7                       | 6           |  |  |                  |                         |                         |                |               |   |   |              |                  |              |              |              |  |

### Sezione 2
|  | Primo turno     | Primo turno          | Primo turno          | Primo turno | Primo turno |  |  | Secondo turno | Secondo turno | Secondo turno | Secondo turno | Secondo turno |   |   | Ultimo turno | Ultimo turno | Ultimo turno | Ultimo turno | Ultimo turno |  |
|  |                 |                      |                      |             |             |  |  |               |               |               |               |               |   |   |              |              |              |              |              |  |
|  | 2               | Marc Gicquel         | Marc Gicquel         | 6           | 6           |  |  |               |               |               |               |               |   |   |              |              |              |              |              |  |
|  | WC              | Mohamed Ali Kraimi   | Mohamed Ali Kraimi   | 1           | 1           |  |  | 2             | Marc Gicquel  | Marc Gicquel  | 6             | 6             |   |   |              |              |              |              |              |  |
|  | Sandro Ehrat    | Sandro Ehrat         | Sandro Ehrat         | 6           | 6           |  |  |               | Sandro Ehrat  | Sandro Ehrat  | 3             | 4             |   |   |              |              |              |              |              |  |
|  | Lamine Ouahab   | Lamine Ouahab        | Lamine Ouahab        | 1           | 2           |  |  |               |               |               |               |               |   |   | 2            | Marc Gicquel | 6            | 1            | 4            |  |
|  | Ayoub Chakrouni | Ayoub Chakrouni      | Ayoub Chakrouni      | 3           | 1           |  |  |               |               |               | Dominic Thiem | 4             | 6 | 4 |              |              |              |              |              |  |
|  | Dominic Thiem   | Dominic Thiem        | Dominic Thiem        | 6           | 6           |  |  |               | Dominic Thiem | 68            | 6             | 6             |   |   |              |              |              |              |              |  |
|  |                 | Alessandro Giannessi | Alessandro Giannessi | 3           | 6           |  |  | 6             | Gianluca Naso | 7             | 4             | 2             |   |   |              |              |              |              |              |  |
|  | 6               | Gianluca Naso        | Gianluca Naso        | 6           | 7           |  |  |               |               |               |               |               |   |   |              |              |              |              |              |  |

### Sezione 3
|  | Primo turno   | Primo turno       | Primo turno       | Primo turno | Primo turno |  |  | Secondo turno   | Secondo turno   | Secondo turno   | Secondo turno   | Secondo turno   |   |   | Ultimo turno | Ultimo turno | Ultimo turno | Ultimo turno | Ultimo turno |  |
|  |               |                   |                   |             |             |  |  |                 |                 |                 |                 |                 |   |   |              |              |              |              |              |  |
|  | 3             | Björn Phau        | Björn Phau        | 6           | 6           |  |  |                 |                 |                 |                 |                 |   |   |              |              |              |              |              |  |
|  | WC            | Youssef Tamimount | Youssef Tamimount | 0           | 1           |  |  | 3               | Björn Phau      | Björn Phau      | 6               | 6               |   |   |              |              |              |              |              |  |
|  | WC            | Mohamed Adnaoui   | Mohamed Adnaoui   | 4           | 4           |  |  |                 | Michal Mertiňák | Michal Mertiňák | 2               | 1               |   |   |              |              |              |              |              |  |
|  |               | Michal Mertiňák   | Michal Mertiňák   | 6           | 6           |  |  |                 |                 |                 |                 |                 |   |   | 3            | Björn Phau   | Björn Phau   | 3            | 1            |  |
|  | Michal Schmid | Michal Schmid     | Michal Schmid     | 7           | 6           |  |  |                 |                 |                 | Henri Laaksonen | Henri Laaksonen | 6 | 6 |              |              |              |              |              |  |
|  | Ken Skupski   | Ken Skupski       | Ken Skupski       | 5           | 1           |  |  | Michal Schmid   | Michal Schmid   | Michal Schmid   | 0               | 6(1)            |   |   |              |              |              |              |              |  |
|  |               | Henri Laaksonen   | 7                 | 1           | 6           |  |  | Henri Laaksonen | Henri Laaksonen | Henri Laaksonen | 6               | 7               |   |   |              |              |              |              |              |  |
|  | 7             | Potito Starace    | 6                 | 6           | 4           |  |  |                 |                 |                 |                 |                 |   |   |              |              |              |              |              |  |

### Sezione 4
|  | Primo turno            | Primo turno            | Primo turno      | Primo turno | Primo turno |  |  | Secondo turno       | Secondo turno          | Secondo turno          | Secondo turno       | Secondo turno |   |   | Ultimo turno | Ultimo turno  | Ultimo turno | Ultimo turno | Ultimo turno |  |
|  |                        |                        |                  |             |             |  |  |                     |                        |                        |                     |               |   |   |              |               |              |              |              |  |
|  | 4                      | Florent Serra          | Florent Serra    | 6           | 6           |  |  |                     |                        |                        |                     |               |   |   |              |               |              |              |              |  |
|  |                        | Reda Karakhi           | Reda Karakhi     | 0           | 2           |  |  | 4                   | Florent Serra          | Florent Serra          | 6                   | 7             |   |   |              |               |              |              |              |  |
|  | Rafael Mazón-Hernández | Rafael Mazón-Hernández | 6                | 1           | 6           |  |  |                     | Rafael Mazón-Hernández | Rafael Mazón-Hernández | 3                   | 5             |   |   |              |               |              |              |              |  |
|  | Khalid Allouch         | Khalid Allouch         | 3                | 6           | 2           |  |  |                     |                        |                        |                     |               |   |   | 4            | Florent Serra | 6            | 3            | 1            |  |
|  | František Čermák       | František Čermák       | František Čermák | 3           | 2           |  |  |                     |                        |                        | Pablo Carreño Busta | 2             | 6 | 6 |              |               |              |              |              |  |
|  | Guillermo Olaso        | Guillermo Olaso        | Guillermo Olaso  | 6           | 6           |  |  | Guillermo Olaso     | Guillermo Olaso        | Guillermo Olaso        | 1                   | 1             |   |   |              |               |              |              |              |  |
|  |                        | Pablo Carreño Busta    | 67               | 6           | 3           |  |  | Pablo Carreño Busta | Pablo Carreño Busta    | Pablo Carreño Busta    | 6                   | 6             |   |   |              |               |              |              |              |  |
|  | 8                      | Matwé Middelkoop       | 7                | 2           | 0r          |  |  |                     |                        |                        |                     |               |   |   |              |               |              |              |              |  |